# Sekouba Camara
Sekouba Camara (Conacri, 10 de agosto de 1983) é um futebolista profissional guineense que atua como defensor.

## Carreira
Sekouba Camara representou o elenco da Seleção Guineense de Futebol no Campeonato Africano das Nações de 2006.